# 크레센도 (2019년 영화)
"크레센도"(Crescendo)는 2019년 공개된 독일의 드라마 영화이다.

## 출연
- 페터 지모니셰크 - 에두아르도 스포크 역
- 비비아나 베글라우 - 카를라 역
- 다니엘 돈스코이 - 론 역
- 사브리나 아말리 - 라일라 역
- 메흐디 메스카르 - 오마르 역
- 에얀 핀코비치 - 쉬라 할레비 역
- 히탐 오마리 - 유세프 역, 오마르의 아버지
- 괴츠 오토 - 벨만 역, 보안팀장